# Depot (Wein)
Als Depot bezeichnet man in der Weinsprache den Bodenansatz, der sich bei längerer Lagerung in einer Flasche Wein bildet. Dieser „Satz“ sollte durch Dekantieren vom Wein getrennt werden, ehe man diesen trinkt.
Das Depot im Rotwein besteht hauptsächlich aus Farb- und Gerbstoffen, die der Wein erst nach längerer Lagerung in teilweise fester Form abgibt und somit ausscheidet. Es hat nichts zu tun mit Weinstein (der aber auch Bestandteil des Bodensatzes sein kann). Dies kann bereits nach 6 bis 8 Jahren der Fall sein. Es betrifft vor allem gehaltvolle, gerbstoffreiche Rotweine, die auch längere Zeit im Eichenholzfass ausgebaut wurden.  Früher nannte man diese Ausscheidung französisch Décomposition, was übersetzt Zersetzung heißt. Da das Depot aber wesentlich zur Aromagebung und dem Gehalt des Weines beiträgt, ist es nun als Geschmacksträger voll akzeptiert, und man betrachtet es in positiver Art und Weise als Gütezeichen. Sobald ein Wein ein Depot aufweist, ist damit in der Regel auch schon der Anfang seiner Trinkreife erreicht.